# Francesco Saverio Nitti

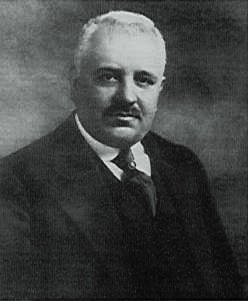
Francesco Saverio Nitti.

Francesco Saverio Vincenzo de Paola Nitti, född 19 juli 1868 i Melfi, död 20 februari 1953 i Rom, var en italiensk politiker. 

## Biografi
Nitti blev professor i finansvetenskap vid Neapels universitet och invaldes 1904 i deputeradekammaren, där han med sakkunskap och energi verkade för södra Italiens ekonomiska höjande genom kanalanläggningar, dikningsarbeten och bättre skogsvård. Han var minister för jordbruk, industri och handel i Giovanni Giolittis ministär mars 1911 till mars 1914 samt genomförde som sådan förstatligandet av försäkringsväsendet. 
Nitti sändes våren 1917 i en ekonomisk beskickning till USA och var oktober 1917 till januari 1919 skattkammarminister i Vittorio Emanuele Orlandos ministär, ur vilken han avgick samtidigt med Leonida Bissolati, då den rekonstruerades inför fredsförhandlingarna. Då Orlando avgick juni samma år, blev Nitti, omedelbart före Versaillesfreden undertecknande, konseljpresident och inrikesminister i en borgerlig koalitionsministär. Regeringen förmådde ej upprätthålla ordningen i landet, och de många kompromissförslagen i Fiumefrågan blev resultatlösa, vilket bidrog till att minska ministärens anseende. 
Efter att i mars 1920 ha rekonstruerat sin ministär avgick Nitti i maj samma år och ägnade dig därefter i huvudsak åt politiskt författarskap. Mycket uppseende väckte hans mot frederna efter första världskriget riktade bok Europa senza pace (1921; "Det fredlösa Europa", 1922), vilken inledde en kampanj, som sedermera fortsattes genom artiklar i amerikanska pressen och genom nya arbeten, däribland The Decadence of Europe: The Paths of Reconstruction (1923; italiensk originalupplaga 1922) och They Make a Desert (1924). 
Nitti blev efter fascismens seger i Italien utsatt för systematisk förföljelse (bland annat genom plundring av hans bostad) och tvingades därför 1924 bosätta sig i utlandet, men återvände till sitt hemland efter andra världskriget.